# Gonomyia acuminata
Gonomyia acuminata är en tvåvingeart som beskrevs av Alexander 1921. Gonomyia acuminata ingår i släktet Gonomyia och familjen småharkrankar. Inga underarter finns listade i Catalogue of Life.